# Toegangspoort Speeltuin De Waag
De Toegangspoort Speeltuin De Waag is een toegangshek in Amsterdam-Centrum ontworpen door kunstenaar Su Tomesen.
Speeltuin De Waag is een speelplaats voor kinderen aan de Oudeschans in Amsterdam. Ze ligt op een binnenterrein van een bijna volledig omsloten woonblok, die alleen twee in/uitgangen heeft tot de kade van de Amsterdamse gracht. Die speeltuin werd tijdenlang afgeschermd door een versleten hekwerk. Er werd aan kunstenares en buurtbewoonster Su Tomesen, gevraagd een hekwerk te ontwerpen. Zij liet zich mede door de naam van de speeltuin inspireren door de buitenlijnen van het gebouw de Waag, die hier om de hoek op de Nieuwmarkt staat. Tomesen liet vervolgens buurtkinderen er hun eigen ideeën op loslaten met eigen toevoegingen. Uiteindelijk werd het een toegangspoort in roestbruin staal, dat de silhouet van de Waag heeft. Het werd in 2009 geplaatst.    
Het werk werd gefinancierd door het Amsterdamse Fonds voor de Kunst, Stadsdeel Centrum en werd door een aantal bedrijven uit de buurt geproduceerd.